# Saint-Martin-de-Valgalgues
Saint-Martin-de-Valgalgues – miejscowość i gmina we Francji, w regionie Oksytania, w departamencie Gard.
Według danych na rok 1990 gminę zamieszkiwało 4487 osób, a gęstość zaludnienia wynosiła 342 osoby/km² (wśród 1545 gmin Langwedocji-Roussillon Saint-Martin-de-Valgalgues plasuje się na 74. miejscu pod względem liczby ludności, natomiast pod względem powierzchni na miejscu 600.).